# Nắm thắt lưng địch mà đánh
Nắm thắt lưng địch mà đánh là chiến thuật tấn công trong quân sự được sáng tạo và sử dụng bởi Quân đội Nhân dân Việt Nam trong thời gian Chiến tranh Việt Nam.